# Literatura fractal
La literatura fractal comprende un movimiento literario del siglo XXI que tiende a crear textos con propiedades autosimilares, efecto que remite a la idea los objetos fractales, principalmente los elementos recursivos que hacen referencia a sí mismos.

## Manifiesto fractal
En el 2002 Héctor A. Piccoli publica el Manifiesto fractal en el cual propone el rescate del ritmo y la musicalidad del poema para contrarrestar la prosificación prevalente dentro de los poemas a principios del siglo XXI.

## Teoría en torno a la literatura fractal
Existen diversas posturas en torno a los aspectos que determinan cuándo una literatura es fractal:
- La recursividad como aspecto principal.
- Cuentos basados en análisis lingüísticos formales.

### La recursividad como aspecto principal
Para Alberto Viñuela la literatura fractal debe contener alguno de los siguientes elementos: tautologías, historias cíclicas, cajas chinas y recursividad que pueden combinarse entre ellos. La frase Rosa es una rosa es una rosa es una rosa es una tautología. En la obra de Jorge Luis Borges lo cíclico aparece en varias ocasiones. Un ejemplo de ello está en Las ruinas circulares, cuya historia termina en un evento similar al que dio comienzo a la historia. En La historia interminable de Michael Ende, un personaje lee el libro del que forma parte.
Pablo Paniagua hace una enumeración de algunos de los muchos elementos que según él hacen fractal a una obra literaria e idea ejemplos para ilustrar dichos elementos:
- Desdoblamiento: Un personaje está en dos lugares a la vez.
- Visión caleidoscópica: Un personaje tiene la percepción de varios lugares al mismo tiempo.
- Dinámica circular: Cuando un personaje se confunde a sí mismo con otro.
- Dinámica cíclica: Como su nombre lo indica, este elemento hace referencia a procesos sin principio ni fin. Un ejemplo de la naturaleza es el ciclo del agua.
- Dinámica laberíntica: Similar a la idea de cajas chinas.
- Dinámica de repetición: Palabras, frases o temas se presentan una y otra vez a lo largo de la obra.
- Dinámica de mutación: Transformaciones acontecidas dentro de la historia.
- Juego de espejos: Por más que un personaje intente distintas cosas, siempre llega al mismo resultado. Un ejemplo sería que tomara diversos caminos y que todas las veces llegara al mismo punto.
- Proceso invertido: Acciones que se contraponen.

### Cuentos integrados y Análisis desde la lingüística
Lauro Zavala también hace uso del término fractal, menciona que es una característica de la minificción, también puede tratarse de un texto perteneciente a una serie, el cual puede ser analizado como un texto independiente o junto con la totalidad.
Por otro lado, Gilberto Antonio Nava Rosales señala que los fractales también se forman gracias a un principio de repetición en cual se puede observar una imagen desde cualquier ángulo, tal como sucede en el desarrollo de galaxias, las fluctuaciones en las bolsas de valores e incluso la repetición de letras en un texto. 
La plausibilidad de la literatura fractal se comprueba al ver que los universos ficticios pueden llegar a contener componentes con propiedades fractales.
Con base en lo anterior y aunado a la teoría de Zavala, Nava Rosales concluye que un texto fractal debe ser aquel que sin depender de una serie o ciclo cuentístico, gracias a la repetición de signos lingüísticos, no sólo en el orden sintáctico sino también en el sintagmático, fonológico, morfémico, semántico, semiótico y mediante leyes de una gramática preestablecida, pueda formar algún texto narrativo o poético donde sea posible observar una totalidad en cada una de las partes, de uno o más niveles de los antes mencionados. Sólo cumpliendo estos requisitos se puede hablar de una literatura fractal.